# Van Noordtkade
De Van Noordtkade is een straat in Amsterdam-West, Zeeheldenbuurt.

## Geschiedenis en ligging
De straat ligt op de beide oevers van de Van Noordtgracht en beide kregen per raadsbesluit van 20 november 1878 hun naam. Ze zijn vernoemd naar ontdekkingsreiziger Olivier van Noort. De gracht werd aangelegd ter bevoorrading van en afvoer vanuit de Wester Suikerraffinaderij, die op de noordelijke oever van de gracht stond. Het gebouw stond er vanaf 1882 tot 1984, al stond het de laatste twintig jaar leeg. Na sloop werd de kade ingericht als woonwijk. Daarbij werd de noordelijke Van Noordtkade administratief twee keer zo lang als de zuidelijke.
De verbinding voor alle verkeer tussen beide kaden wordt gevormd door de brug 345 langs het Westerkanaal. Ook de Robiënnabrug steekt de gracht over maar landt op de Martin Vlaarkade en alleen toegankelijk voor langzaam verkeer.

## Gebouwen
De oorspronkelijke bebouwing aan beide Van Noordtkades is verdwenen en vervangen door woonhuizen. De oneven huisnummers zijn te vinden aan de zuidkant en lopen op van 1 tot en met 9. Dit deel vormt nog niet de helft van de zuidelijke oever van de gracht; na een insteekhaventje gaat ze verder als Martin Vlaarkade. De even huisnummers oplopend van 2 tot en met 180 staan aan de noordkant. Het verschil in het aantal huisnummers is te verklaren uit het feit dat de flats aan de noordzijde met de kopse kant aan het water staan, bovendien kregen de huisnummers aan de zuidzijde toevoegingen per appartement. Die vier blokken aan de noordkant zijn ontworpen door de architect Theo Bosch; er is sprake van uniforme bouw. Het laatste stukje bebouwing voordat de kade de bocht omgaat is ontworpen door Treffers cs. 

### Van Noordtkade 1-9
Op de zuidwestelijke hoek van de kruising Van Noordtkade en Houtmankade verrezen in 2006 twee woningcomplexen naar een ontwerp van Lafour en Wijk Architecten. Beide blokken hebben gemeen dat alle bewoners of uitzicht hebben over de Van Noordtgracht of het Westerkanaal, of over het Westzaanplantsoen. Het rechthoekige gebouw aan de Houtmankade staat met haar kopse kant aan de kade. Het gebouw met adressen aan de Van Noordtkade heeft enigszins de vorm van een trapezium; de woningen liggen aan galerijen rond een atrium. Door de plaatsing van beide gebouwen en terrasachtige opbouw hebben de meeste woning volop zonlicht. De buitengevels zijn bekleed met baksteen in wisselende kleur.

## Kunst
Kunst in de openbare ruimte is aan de noordelijke kade tweeledig te vinden:
- Gedenkteken voor de Westersuikerfabriek (1994). Kunstenares Jocke Overwater ontwierp daartoe een betonnen toegangspoort. Op de poort staat het rode logo van de fabriek in plaatstaal (origineel in gietijzer). Het geheel wordt uitgelegd op een plaquette met de tekst Wester Suiker Raffinaderij
Hier heeft de voormalige 
"Wester Suiker Raffinaderij" gestaan. 
Van 1882 tot 1984. 
Deze sokkel suggereert de toegangspoort
van de toenmalige Suikerfabriek. 
Vervaardigd door: Jocke Overwater. 
Initiatief; buurtbeheergroep Suikerplein E.O. 1994.
- De zwaaiende fietser; oorspronkelijke zestien keramische tableaus en zelfportret van kunstenaar F. Starik, die een fietsroute in de Spaarndammerbuurt aangeven. Starik: "een denkbeeldige groet die een bijdrage levert aan een opgewektere wereld".[3]

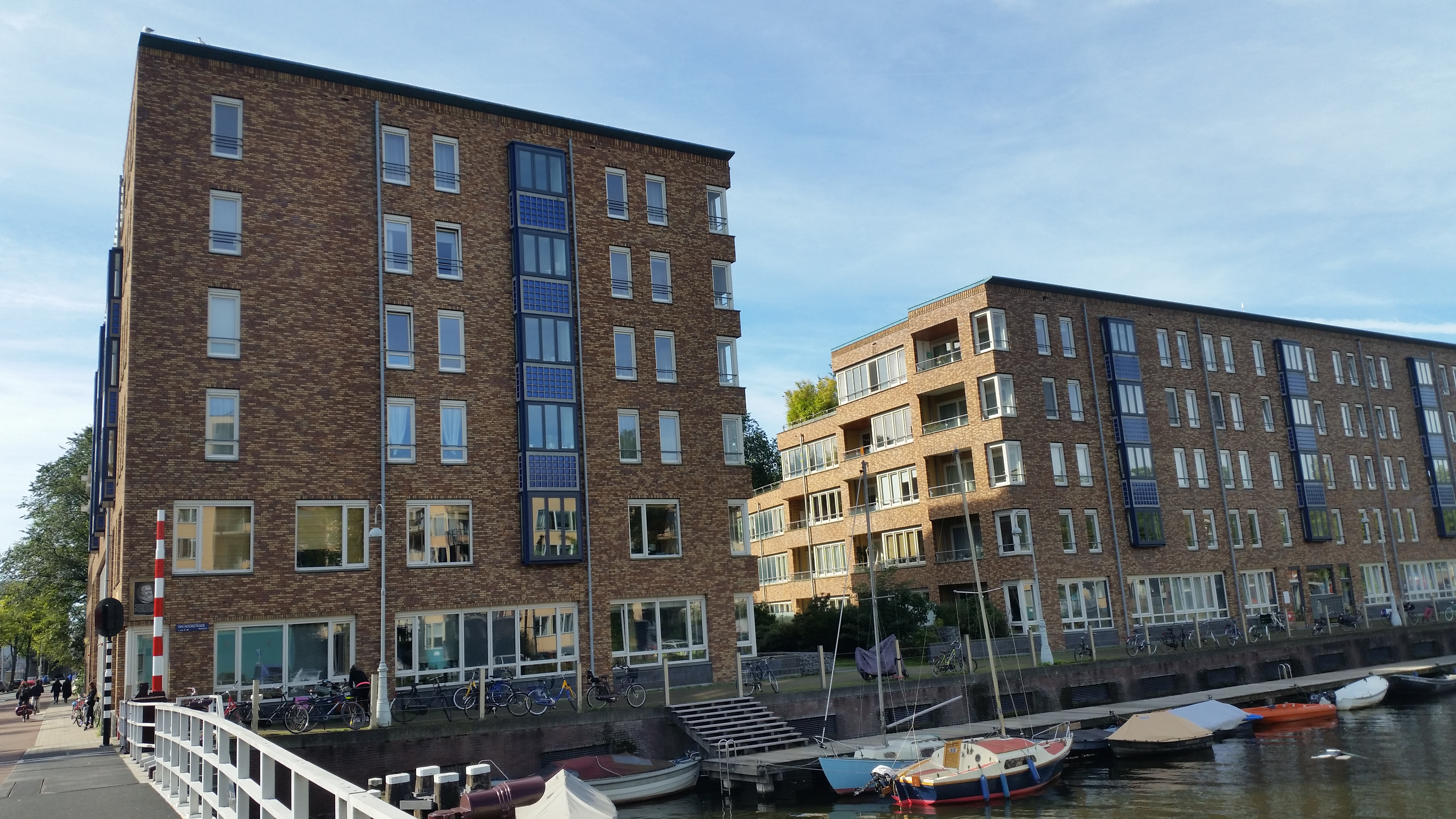
Zuidelijke kade (september 2019) met rechts de Houtmankade
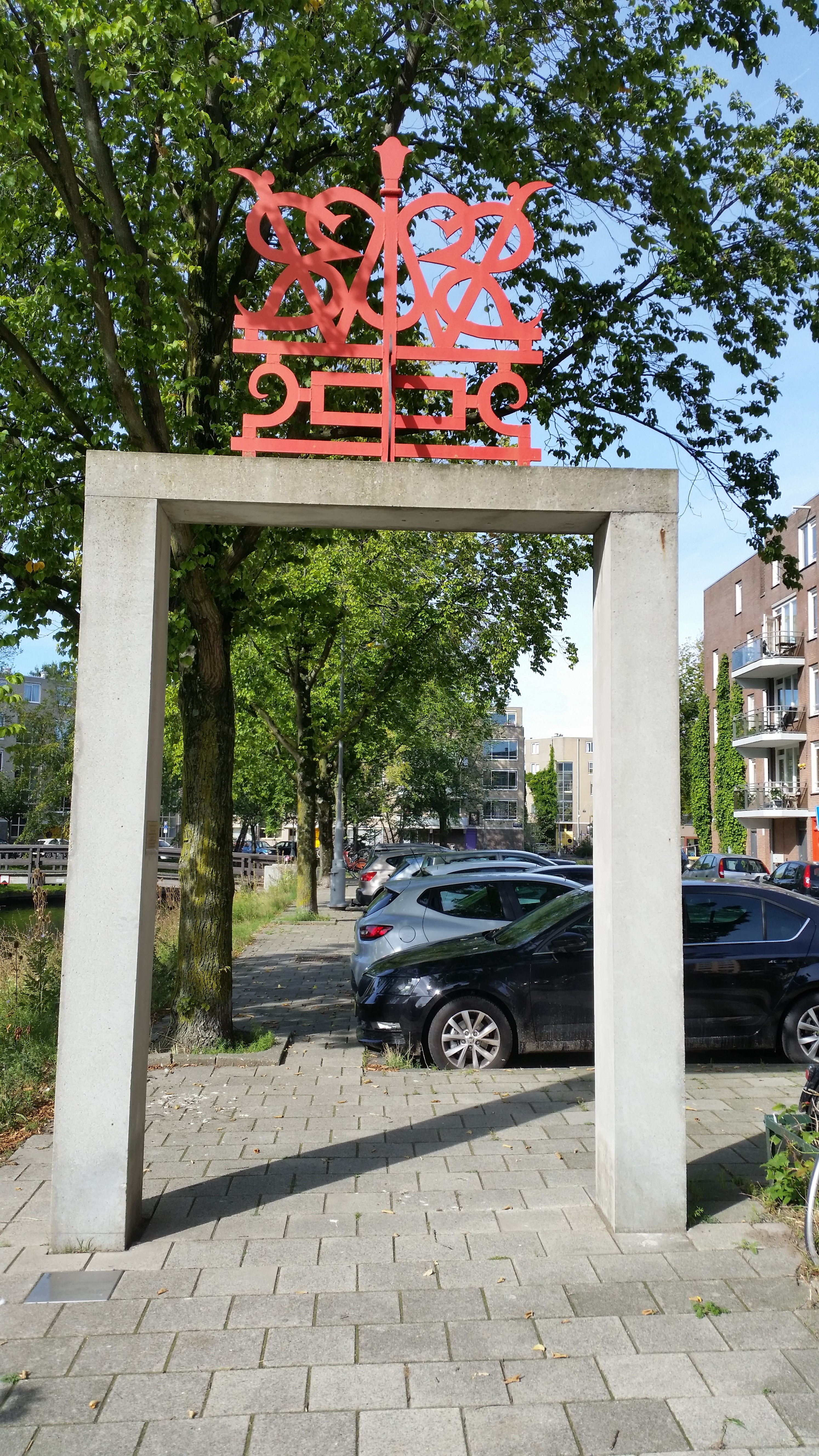
Gedenkteken Westersuikerfabriek (september 2019)
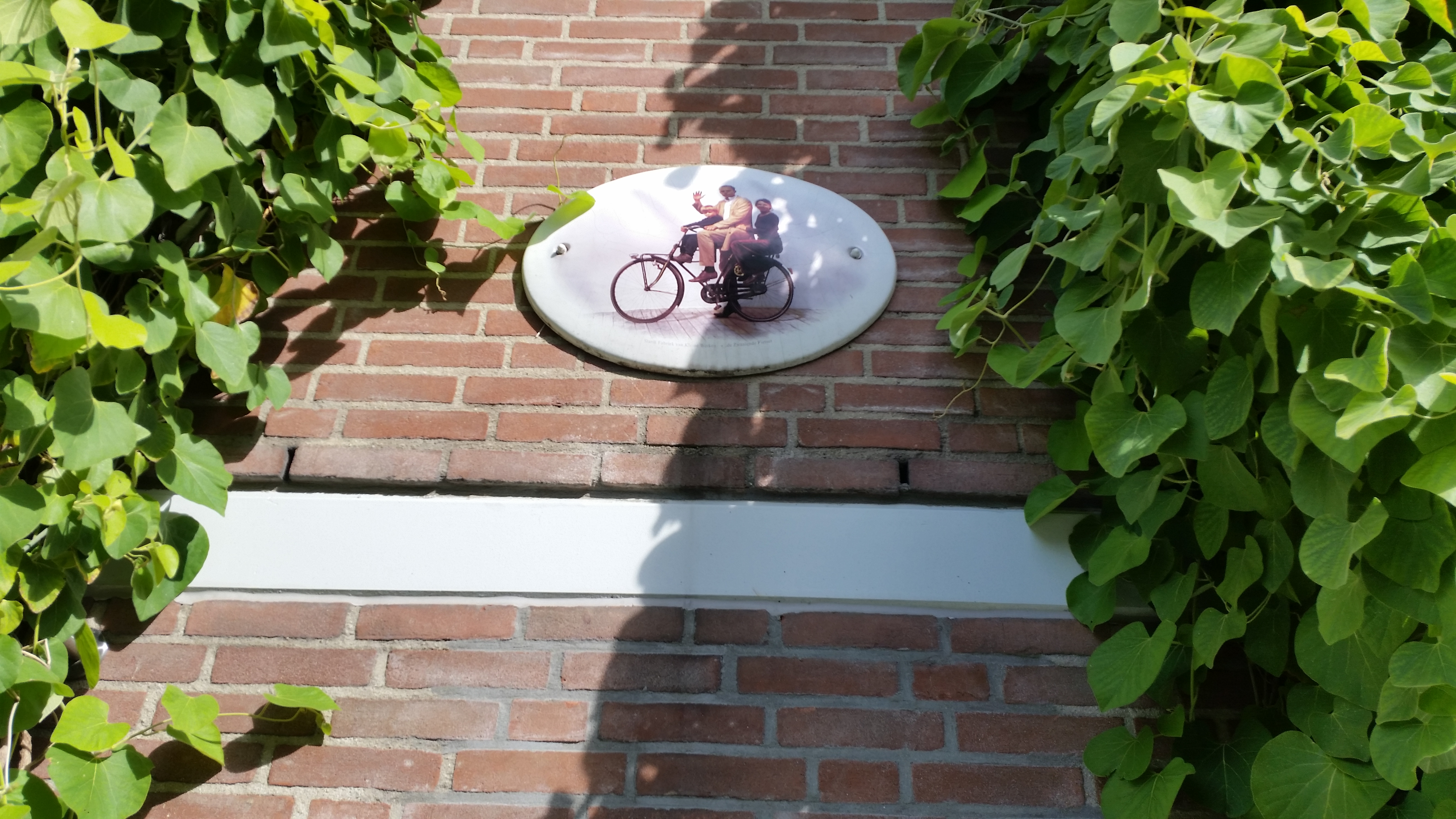
De zwaaiende fietser (september 2019)